# 2 كيه 22 تونجوسكا
2K22 تونجوسكا (الروسية: 2К22 "Тунгуска") هو مدفع مضاد للطائرات ذاتي الحركة سوفيتي الصنع مزود بمدفع أرض-جو ونظام صاروخي. صُمم لتوفير الحماية ليلًا ونهارًا لأفواج المشاة والدبابات ضد الطائرات منخفضة التحليق والمروحيات والصواريخ المجنحة في جميع الظروف الجوية. الاسم الذي يطلقه حلف شمال الأطلسي على الصاروخ المستخدم في نظام الأسلحة هو SA-19 "Grison".

## التطوير
بدأ تطوير نظام 2K22 المضاد للطائرات في 8 يونيو 1970. بناءً على طلب وزارة الدفاع السوفيتية، مكتب تصميم الأجهزة KBP في تولا، تحت إشراف كبير المصممين المعين شيبونوف، بدأ العمل على نظام مضاد للطائرات عيار 30 ملم بديلًا لنظام زد إس يو-23-4 شيلكا عيار 23 ملم.
نُفذ المشروع، الذي يحمل الاسم الرمزي تونجوسكا، بهدف تحسين العيوب الملحوظة في ZSU-23-4 (المدى القصير وعدم وجود إنذار مبكر) والتصدي للطائرات الهجومية الأرضية الجديدة قيد التطوير، مثل إيه-10 ثاندر بولت الثانية وأيه إتس-64 أباتشي، والتي صممت لتكون شديدة المقاومة لـلمدافع عيار 23 مدافع ملم. وقد أجريت دراسات وأظهرت أن مدفعًا عيار 30 مم سوف يتطلب ما بين ثلث إلى نصف عدد الطلقات التي يحتاجها المدفع عيار 23 ملم لتدمير هدف ما. وأن إطلاق النار على طائرة ميج-17 (أو على نحو مماثل، في حالة الحرب، على هوكر هانتر أو فيات جي.91 التابعة لحلف شمال الأطلسي) التي تطير 300 متر في الثانية (670 ميل/س) ) مع كتلة مطابقة لطلقات عيار 30 مم سيؤدي إلى احتمالية قتل أكبر بمقدار 1.5 مرة من المقذوفات عيار 23 ملم.  إضافة إلى زيادة في أقصى ارتفاع للاشتباك من 2,000 إلى 4,000 متر (6,600 إلى 13,100 قدم) كما أشير أيضًا إلى زيادة الفعالية عند التعامل مع الأهداف الأرضية المدرعة الخفيفة.
كانت المتطلبات الأولية المحددة للنظام هي تحقيق ضعف الأداء من حيث المدى والارتفاع والفعالية القتالية لزد إس يو-23-4. بالإضافة إلى ذلك يجب أن يكون للنظام وقت رد فعل لا يزيد عن 10 ثوانٍ. وبسبب التشابه في التحكم في إطلاق النار بين المدفعية والصواريخ، فقد تقرر أن يكون تونجوسكا نظامًا جامعًا يجمع للمدافع والصواريخ. يعتبر النظام المزدوج أكثر فعالية من ZSU-23-4، حيث يتعامل مع الأهداف على مسافة بعيدة بالصواريخ، والأهداف على مسافة أقصر بالمدافع.
بالإضافة إلى المقاول الرئيس، شارك أعضاء آخرون من المجمع الصناعي العسكري السوفيتي في المشروع؛ طُور الهيكل في مصنع جرارات مينسك، والمعدات اللاسلكية في مصنع أوليانوفسك الميكانيكي، والحاسوب المركزي في مؤسسة أنتي، وأنظمة التوجيه والملاحة بواسطة مؤسسة سينجال، وطورت البصريات جمعية لينينجراد للبصريات الميكانيكية.
ومع ذلك، تباطأ التطوير بين عامي 1975 و1977 بعد إدخال نظام صواريخ 9كيه33 أوسا، والذي بدا أنه يلبي نفس المتطلبات ولكن بأداء صاروخي أكبر. بعد نقاش طويل، أصبح من المتصور أن النظام القائم على الصواريخ فقط لن يكون فعالًا في التعامل مع الطائرات المروحية الهجومية التي تحلق على ارتفاع منخفض للغاية وتهاجم من مسافة قصيرة دون سابق إنذار كما ثبت نجاحه في حرب 1973. نظرًا لأن وقت رد فعل نظام المدفع يبلغ حوالي 8-10 ثوانٍ، مقارنة بحوالي 30 ثانية لنظام قائم على الصواريخ، فاستؤنف تطوير النظام.
انتهت من التصميمات الأولية في عام 1973، وجرى الإنتاج التجريبي في عام 1976 في مصنع أوليانوفسك الميكانيكي. أجريت اختبارات وتجارب النظام في الفترة ما بين سبتمبر 1980 وديسمبر 1981 في نطاق دونجوسكي. قُبل النظام رسميًّا في الخدمة في 8 سبتمبر 1982 وكانت النسخة الأولية، التي سُميت 2 كيه 22 / 2 إس 6، تحتوي أربعة صواريخ في وضع الاستعداد لإطلاق النار (اثنان على كل جانب) ومدفعين آليين من طراز 2 أيه 38. دخلت تونجوسكا في الخدمة المحدودة منذ عام 1984، عندما سلمت الوحدات الأولى للجيش.
بعد إنتاج محدود للنموذج الأصلي 2K22، دخلت نسخة محسنة تحمل اسم 2K22M/2S6M الخدمة في عام 1990. تميزت 2K22M بالعديد من التحسينات مع ثمانية صواريخ جاهزة للإطلاق (أربعة على كل جانب) بالإضافة إلى تعديلات على برامج التحكم في إطلاق النار والصواريخ والموثوقية العامة للنظام والمدافع الآلية المحسنة، 2A38M.
خضعت تونجوسا لمزيد من التحسينات عندما قبلت القوات المسلحة الروسية تونجوسكا-إم1 أو 2K22M1 في الخدمة في عام 2003. قدمت إم 1 الصاروخ الجديد 9 إم 311-إم1، والذي أجرى عددًا من التغييرات مما سمح لـ 2K22M1 بالتعامل مع أهداف صغيرة مثل الصواريخ الجوالة عن طريق استبدال فتيل الاقتراب بالليزر ذي الثمانية أشعة بفتيل راديو. أدى التعديل الإضافي إلى توفير مقاومة أكبر لتدابير مكافحة الأشعة تحت الحمراء عن طريق استبدال إشارة تتبع الصاروخ بمنارة الأشعة تحت الحمراء النبضية. وشملت التحسينات الأخرى زيادة مدى الصواريخ من 8 إلى 10 كيلومتر (5.0 إلى 6.2 ميل)، وتحسين التتبع البصري والدقة، وتحسين تنسيق التحكم في إطلاق النار بين مكونات البطارية ومركز القيادة. بشكل عام، تتمتع تونجوسكا-إم1 بكفاءة قتالية أكبر بمقدار 1.3 إلى 1.5 مرة من تونجوسكا-إم.